# Stibadium spumosum
Stibadium spumosum är en fjärilsart som beskrevs av Augustus Radcliffe Grote 1874. Stibadium spumosum ingår i släktet Stibadium och familjen nattflyn. Inga underarter finns listade i Catalogue of Life.